# Гордин, Михаил Валерьевич
Го́рдин Михаи́л Вале́рьевич (род. 16 августа 1969, Москва) — российский инженер, учёный в области авиационных двигателей, кандидат технических наук, ректор МГТУ им. Н. Э. Баумана (с 1 ноября 2022 года).

## Биография

### Образование
В 1993 году окончил МГТУ им. Н.Э. Баумана по специальности «Автоматизированные системы обработки информации и управления». Некоторое время работал научным сотрудником в Институте системного анализа РАН.
В период до 1996 года прошел обучение по программе МБА Института бизнеса и экономики Академии народного хозяйства при Правительстве РФ. 

### Предпринимательская деятельность
До 2005 года Гордин занимал должности в компании ConocoPhillips (сначала в Москве, а с 1999 года — в европейской штаб-квартире компании в Лондоне). В 2005 году был назначен директором Департамента проектов переработки попутного газа ТНК-ВР. В 2011 году перешёл на должность управляющего директора, члена правления ООО «СИБУР». 
В соответствии с данными ЕГРЮЛ в 2014 году соучредил компанию ООО «Концепция Управления», расположенную по одному адресу с ООО «СИБУР».

### Научно-педагогическая деятельность
В 2015 году был назначен заместителем генерального директора по инновациям — директором департамента по развитию проектов Научно-исследовательского центра «Институт имени Н. Е. Жуковского». В 2017 году — генеральным директором Центрального института авиационного моторостроения имени П. И. Баранова.
В ноябре 2019 года в НИУ МЭИ защитил диссертацию на соискание учёной степени кандидата технических наук по теме «Исследование и разработка авиационной гибридной вспомогательной силовой установки на топливных элементах» по специальности 05.07.10 Инновационные технологии в аэрокосмической деятельности под руководством Н. Д. Рогалева, ректора НИУ МЭИ.
В конце 2021 года сменил Анатолия Александрова на посту ректора МГТУ им. Баумана, став исполняющим обязанности ректора (при поддержке министра науки и образования РФ Валерия Фалькова и министра промышленности и торговли Дениса Мантурова).
С 2021 года входит в состав президиума Государственной комиссии по вопросам развития Арктики и является членом Бюро ЦС ООО «СоюзМаш России».
11 октября 2022 года избран ректором МГТУ им. Н.Э. Баумана  (согласно протоколу, в голосовании приняли участие 242 делегата, 230 бюллетеней были признаны действительными, в итоге за Гордина было отдано 174 голоса, за другого кандидата — Родиона Степанова — 56 голосов). 

### Увлечения
Гордин инструктор альпинизма, имеет более чем 25-летний опыт технических и высотных восхождений в различных регионах СССР и России. Он также PADI Divemaster, совершил более 100 погружений в различных районах мира. Имеет свидетельство пилота-любителя для полётов на вертолете Робинсон 44.

## Санкции
6 марта 2022 года после вторжения России на Украину подписал письмо в поддержу российской агрессии. С 9 июня 2022 года находится под персональными санкциями Украины за поддержку войны. Также был внесён ФБК в список коррупционеров и разжигателей войны за поддержку нападения на Украину, 16 марта 2022 года форумом свободной России внесён в «Список Путина» с предложением введения против него международных санкций.